# DCV Balder
Le DCV Balder (Deedpwater Construction Vessel) est un navire-grue semi-submersible pour la construction en eau profonde exploité par Heerema Marine Contractors, une entreprise offshore néerlandaise. Il porte le nom de Baldr, le dieu Ases, fils d'Odin dans la mythologie nordique. Il navigue sous pavillon du Panama.

## Historique
Le SSCV Balder a été construit en 1978 en tant que navire semi-submersible par Mitsui Engineering & Shipbuilding Co., Ltd.  Balder et son navire jumeau, SSCV Hermod ont été les premiers navires-grues semi-submersibles au monde . Au début des années 1980, ces navires ont établi plusieurs records de portance tout en opérant dans la mer du Nord. La conversion en DCV a été réalisée en 2001 par Verolme Botlek BV aux Pays-Bas . Il peut recevoir, sur hélipad un hélicoptère Sikorsky S-61.

## Conception
La coque se compose de deux flotteurs avec trois colonnes chacun. Le tirant d'eau de transit de 12 mètres est normalement lesté jusqu'à 25/28 mètres pour les opérations de levage, les ballasts (avec un tirant d'eau de 12 mètres) sont bien submergés, ce qui réduit l'effet des vagues et de la houle.
Il est propulsé par sept propulseurs azimutaux de 3 500 kW chacun et deux hélices. Il y a un logement pour 350 personnes.
Lors de sa conversion de 2001, il était équipé de sept propulseurs et d'un système J-lay. La tour de pose de canalisation J-Lay de 98 m, conçue et construite par Huisman Itrec, est capable de poser des tuyaux à des profondeurs d'eau allant jusqu'à 3 000 m. Balder était également équipé d'un système de positionnement dynamique de classe III et d'un treuil de déploiement de ligne d'amarrage. Le treuil est le plus grand au monde, avec un diamètre de 10,5 mètres et une charge de travail sûre (SWL) de 275 tonnes.

## Grues
Le Balder possède deux grues (3 600 tonnes et 2 700 tonnes. À l'origine, la grue tribord était évaluée à 2 700 t et le côté bâbord à 1 800 t. En 1984, les capacités de levage ont été augmentées à 3 600 t et 2 700 t respectivement en mode fixe (et 3 000 et 2 000 t en mode de rotation).

## Projets remarquables

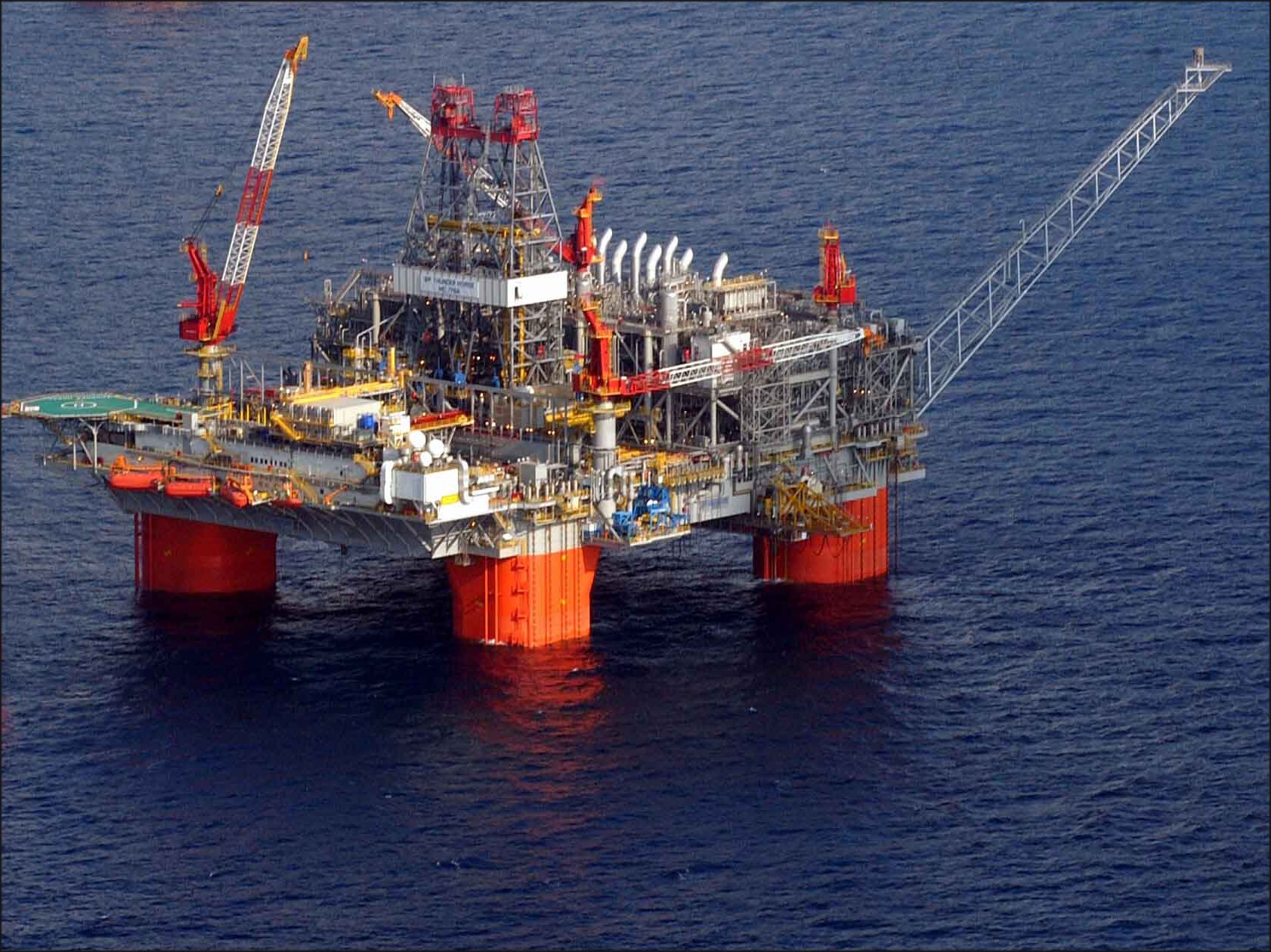
Thunder Horse en 2005

En 1978, le Piper Alpha d'Occidental Petroleum proche d'Aberdeen a été la première installation de plate-forme avec un navire-grue semi-submersible. C'était une plate-forme britannique qui a explosé et a brûlé, tuant 167 membres de son équipage.
En 2005, la plus grande plate-forme semi-submersible au monde, le Thunder Horse PDQ (en) de BP, a été installée. Plus tard dans l'année, Balder a aidé à redresser Thunder Horse après l'ouragan Dennis.
En 2006, il a installé le gazoduc d'exportation de gaz Mardi Gras Atlantis de BP dans une profondeur d'eau record de 2 220 mètres.
En 2007, il a amarré Independence Hub Facility à une profondeur d'eau record de 2 438 m, avec un record du monde pour l'installation de canalisation d'écoulement la plus profonde de 2 743 m.

## Galerie

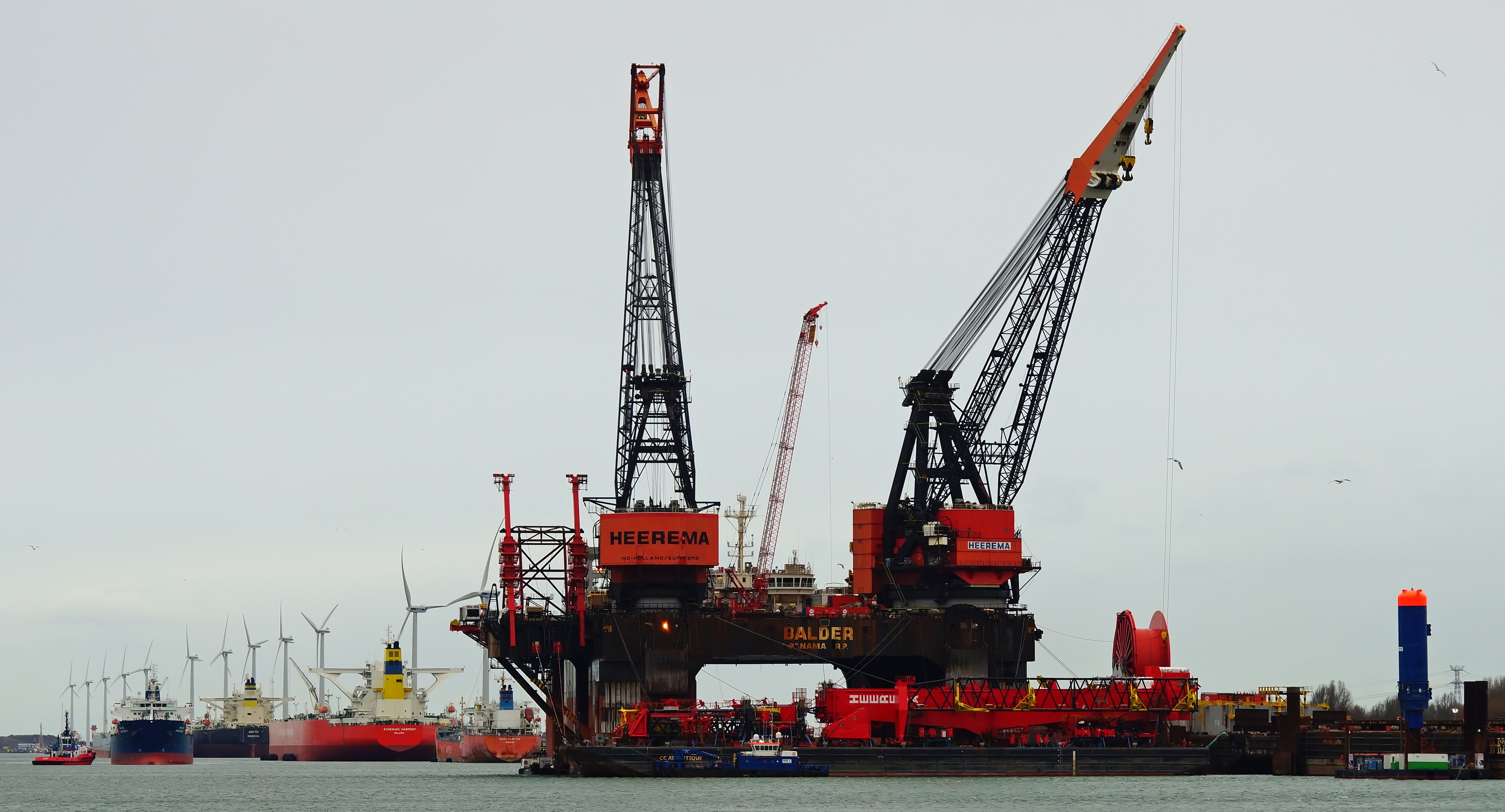
Balder en 2016 à Europoort
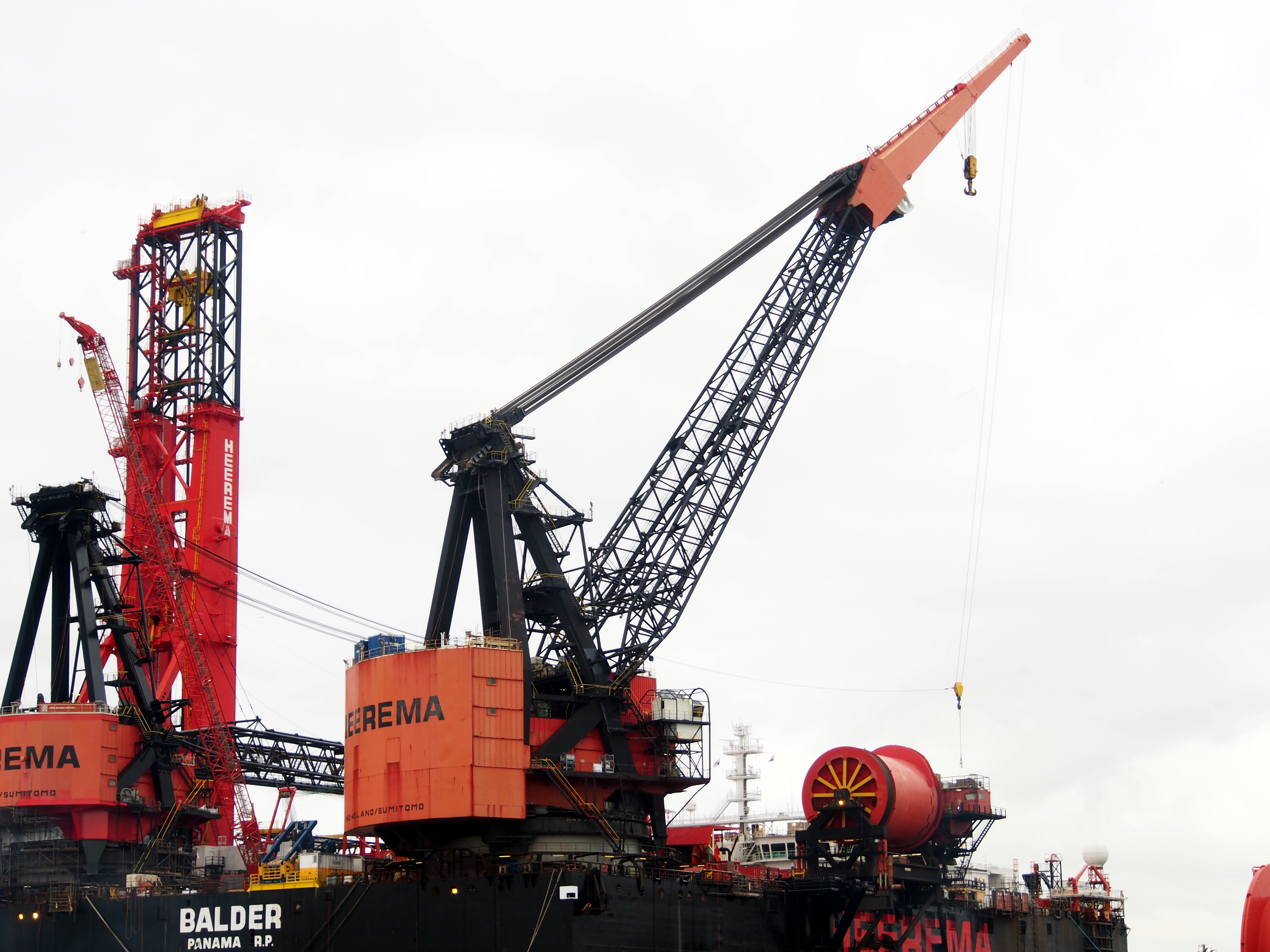
Balder en 2016
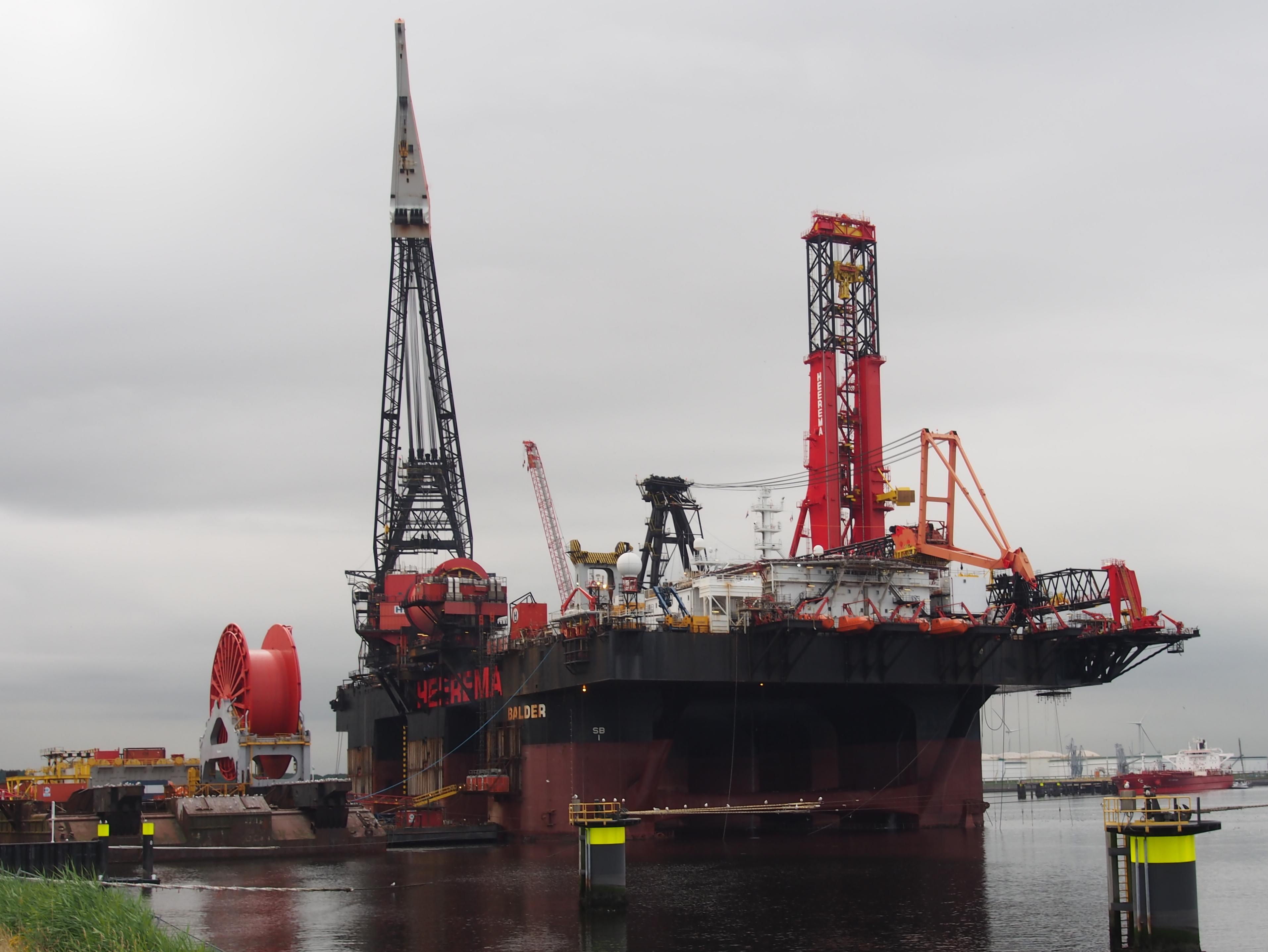
Balder à Rotterdam

### Articles externes
- DCV Balder - Site marinetraffic
- DCV Balder - Site Heerema Marine Contractors